# TOUR 2007-2008 THEATER OF KISS
『TOUR 2007-2008 THEATER OF KISS』（ツアー にせんなな にせんはち シアター オブ キス）は、日本のロックバンド、L'Arc〜en〜Cielのライブビデオ。DVD版は2008年8月27日、BD版は2014年3月19日発売。発売元はKi/oon Records。

## 解説
本作品は、L'Arc〜en〜Cielが2007年11月に発表した11枚目のアルバム『KISS』を引っ提げ、同年12月22日から2008年2月17日まで開催したライブツアー「TOUR 2007-2008 THEATER OF KISS」から、2008年2月9日・10日に国立代々木競技場・第一体育館で行ったライブの模様を収録したライブビデオである。本作に収録された映像は2008年2月10日公演の模様がほとんどだが、オープニングから「and She Said」にかけての映像や、P'UNK〜EN〜CIELの演奏内容は2008年2月9日公演の模様となっている。また、MCは2008年2月10日公演のものがほぼノーカットで収録されている。
ライブツアー「TOUR 2007-2008 THEATER OF KISS」のコンセプトは＜不思議の国のラルク（L'Arc〜en〜Ciel in Wonderland）＞であり、ステージセットや演出に児童小説・アニメ『不思議の国のアリス（Alice's Adventures in Wonderland）』の要素をふんだんに盛り込んでいる。そのため公演中に、同小説のキャラクターである白ウサギや帽子屋、さらに主人公のアリスと思われる人物が登場する。このツアーのコンセプトは、hydeがストーリー設定を考えたうえで決定している。ツアー開催中に受けたインタビューにおいて、hydeはこのツアーについて「たぶん今回やっているツアーが、一番コンセプチュアルなツアーになっていると思ってて。（中略）演出面での話だけどね。演奏しているほうはそうでもないかもしれないけど、コンセプトは本当にいろいろ考えた」「ここ最近、ライブのスタイルが決まってたから。そういうのを今回は崩したいなって思って」と述べている。ちなみにオープニングに登場する2匹の白ウサギの声を担当しているのは、声優のたてかべ和也と肝付兼太の2名となっている。余談だが、たてかべと肝付は、hydeが大ファンである漫画・アニメ『ドラえもん』（テレビ朝日版第1期）のジャイアンとスネ夫を演じていた人物である。
また、このライブツアーで演奏したアルバム『KISS』収録曲の多くは、2007年6月から同年8月にかけて開催したホールツアー「Are you ready? 2007 またハートに火をつけろ!」で新曲として披露したものであったため、hyde曰く、今回のツアーでは前年のライブからの進化を目指したという。ツアー開催中に受けたインタビューにおいて、hydeは「『KISS』を出す前にやった前回のツアーが結構作り込んだ演出で、しかもホールだったということもあって、凝ったライブだったなぁと思ってて。で、今回のツアーはそれをもっと進化させたい、前回不可能だったことを可能にするライブをやりたいなというところからスタートしたんですよ。なもので、どうしても過剰な演出をめざしてしまったところがあって。だから（実際にライブをやるにあたっては）まぁちょっと戸惑いはあったんですけど、今は大分慣れてきていい感じかなぁと思ってます」と語っている。また、kenは「前回のは発売前の『KISS』で、今は発売後の『KISS』で、言ってみれば同じ曲をずっとやってるんですけど、hydeの言った"過剰な演出"というチャレンジがある分、同じ曲をやっていてもチャレンジしなきゃいけないことがあったりするんですよ。だから飽きずにいい感じでできていますね」と同インタビューで述べている。
フィジカルは通常盤（2DVD）の1形態でリリースされ、35thシングル「NEXUS 4／SHINE」と同時発売されている。また、初回限定仕様はスペシャルパッケージ仕様となっており、さらにTHEATER OF KISS名場面フィルムシートが封入されている。2枚組DVDのうちDisc1には14曲目に披露された「Link」までのライブ本編が収録され、Disc2にはライブ本編の続きに加え、"SPECIAL THEATER"なる特典映像が収録されている。この"SPECIAL THEATER"では、2008年2月10日に行ったライブのオープニングから1曲目に演奏された「THE BLACK ROSE」までの模様、そしてマリンメッセ福岡で実施したツアー最終公演にて、メドレーの一部としてでなくフルサイズでサプライズ演奏した「接吻」のライブ映像が収録されている。さらに、リハーサルの模様などを中心に収めたオフショットや、メンバーの演奏中にステージ後方のスクリーンで流された映像も収められている。
本作は発売初週となる2008年9月8日付のオリコン週間DVD総合チャートで、2007年に発表したライブビデオ『15th L'Anniversary Live』以来約11ヶ月ぶり通算6作目の首位を獲得している。
また、2014年2月26日には本作を含む音楽作品18タイトルを収録したBD-BOX『L'Aive Blu-ray BOX -Limited Edition-』が発売され、本作のライブ音源CDも収録された。さらに、同年3月19日には、前述のボックス・セットに収められた本作のBlu-ray Disc版が単体でリリースされた。

## 収録曲
- DVD版は本編・特典を2枚に、BD版は1枚に収録。「夏の憂鬱 [SEA IN BLOOD 2007]」以降、および特典映像がDVD版のDisc 2に収録。

1. SEVENTH HEAVEN
2. and She Said
3. L'Arc〜en〜Ciel PARADE 2007-2008
Killing Me
New World
Driver's High
浸食 〜lose control〜
Promised land
AS ONE
STAY AWAY
接吻
4. SHINE
5. spiral
6. DAYBREAK'S BELL
7. ALONE EN LA VIDA
8. 砂時計
9. 海辺
10. MY HEART DRAWS A DREAM
11. DRINK IT DOWN
12. REVELATION
13. Pretty girl
14. Link
15. 夏の憂鬱 [SEA IN BLOOD 2007] （P'UNK〜EN〜CIEL）
16. I Wish 2007 （P'UNK〜EN〜CIEL）
17. fate
18. READY STEADY GO
19. Shout at the Devil
20. 雪の足跡
21. Hurry Xmas

- 〈SPECIAL THEATER〉
  - Another Prologue〜THE BLACK ROSE / -2008.2.10 Yoyogi National Stadium-
  - 接吻 -Full Version- / -2008.2.17 Marine Messe Fukuoka-
  - Off Shot
  - Commercial Clips
  - Stage Screen Films